# اتحاد كرة القدم النسائية
اتحاد كرة القدم النسائة (بالإنجليزية:  Women Football Association )‏هو اتحاد رياضي دولي مهمته تنظيم المسابقات الخاصة بكرة القدم النسائية. 
لعبت كرة القدم النسائية على المستوى الاحترافي في العديد من البلدان في جميع أنحاء العالم، ويشارك فيها عالميًا 176 فريق وطني.
شهد تاريخ كرة القدم النسائية البطولات الكبرى التي شنت على الصعيدين الوطني والدولي، كما واجهت كرة القدم النسائية العديد من الصراعات طوال تاريخها.
على الرغم من أن العصر الذهبي لكرة القدم النسائية كان في بداية عام 1920 عندما بلغ حضور أحد المباريات أكثر من 50.000 متفرج،  إلا أن أعضاء نادي اتحاد كرة القدم منعوا إقامة مباريات نسائية على ملاعبهم في عام 1921، واستمر المنع حتى شهر يوليو من عام 1971.

## التاريخ

### بداية كرة القدم النسائية
لعبت النساء كرة القدم منذ القدم وأظهرت الأدلة أن كرة القدم النسائية هي نسخة من اللعبة القديمة (تسو تشو – Tsu Chu) التي كانت تلعبها النساء خلال عهد حكم أسرة هان من عام 25 قبل الميلاد حتى عام 220 بعد الميلاد. كما يوجد هناك لوحة جدارية لشخصيتين نسائيتين في عهد حكم أسرة هان حيث تم تصويرهن وهن يلعبن تسو تشو.
كما اختلفت الآراء حول الدقة في تأريخ فترة 5000 سنة قبل الميلاد.
ذكرت التقارير أن المباراة السنوية أقيمت في اسكتلندا في بداية عام 1790. حيث سجل الاتحاد الأسكتلندي لكرة القدم أولى مبارياته في غلاسكو عام 1892، وكانت أول مباراة كرة قدم بين النساء في إنجلترا عام 1895.
وُثق اتحاد كرة القدم كمشاركة مبكرة للمرأة حيث لعبت المرأة الفرنسية كرة القدم في القرن الواحد وعشرين باعتبارها جزء من الألعاب الشعبية في تلك الحقبة الزمنية. وورد أيضًا أن المباراة السنوية أقيمت في ميدلوثيان في اسكتلندا طوال عام 1970. وفي عام 1836 استعرضت الهيئات الإدارية لكرة القدم قوانين موحدة لمنع العنف على أرض الملعب، مما جعل لعب النساء مقبول أكثر اجتماعيًا.
وكما عرف أن أول نادي أوروبي نسائي أسسته الناشطة نيتي هونيبول عام 1894 في إنجلترا، وسمي نادي السيدات البريطاني لكرة القدم. وروي عن نيتي هونيبول أنها قالت: «أسست الاتحاد في أواخر العام الماضي [1894] مع العزيمة الثابتة لأثبت للعالم أن النساء لسن» زينة أو بلا فائدة«كما يتصورهن الرجال، كما أنني أتطلع للوقت الذي تجلس فيه السيدات في البرلمان ويكون لهن صوت في توجيه المسائل وخاصة المسائل المتعلقة بهن.»
هونيبول ومثيلاتها مهدوا الطريق لكرة القدم النسائية، ومع ذلك فإن المباراة النسائية لم تجد القبول من الاتحاد البريطاني لكرة القدم وواصلت دون دعم منهم، وقد قيل إن هذا الرفض كان تهديدًا محسوسًا بدافع «ذكورية» اللعبة.
أصبحت كرة القدم النسائية شعبية على نطاقٍ واسع للمرة الأولى أثناء الحرب العالمية الأولى، عندما ساهم عمال المصانع في دعم اللعبة كما فعلوا للكرة الرجالية قبل 50 عامًا. وكان أنجح الفرق في ذلك الحين فريق سيدات ديك وكير من مدينة بريستون الإنجليزية. لعب الفريق أول مباراة نسائية دولية في أبريل سنة 1920 ضد فريق من باريس(فرنسا)، حيث شكل الفريق أغلب لاعبات المنتخب الإنجليزي ولعب ضد نظيره المنتخب الأسكتلندي وانتصر بنتيجة 22 هدف مقابل لا شيء.

## المنافسات

### كأس مونتينشويتس
أقيمت بطولة للنساء العاملات في مصانع الذخيرة في ايرلندا الشمالية في شهر أغسطس من عام 1917، وسميت رسميًا ببطولة كأس تايني وير وبنات ذخيرة الفريد وود، وعرفت باسم كأس مونتينشويتس. وكان الفائز الأول بالكأس فريق بليث سبارتانز الذي هزم نظيره بولاكو فوقان بنتيجة خمسة أهداف مقابل لا شيء في المباراة النهائية المقامة في ميدلسبره في الثامن عشر من مايو سنة 1918.

### كأس الاتحاد النسائي الإنجليزي لكرة القدم
تم تشكيل الاتحاد النسائي الإنجليزي لكرة القدم في الخامس من ديسمبر سنة 1921 بعد ما منع الاتحاد إقامة المباريات النسائية، وتبرع الرئيس الأول للاتحاد لين بريدجيت بالكأس الفضي. وأقيمت أول منافسة نسائية في الرابع والعشرين من يونيو في ربيع عام 1922 حيث شارك فيها 24 فريق، وكان الفريق الفائز هو سيدات ستوك بعدما تغلب على نظيره سيدات دونكاستر وبينتلي بنتيجة ثلاثة أهداف مقابل هدف واحد.

### بطولة بريطانيا العظمي والعالم
وفي عام 1937 و1938 تنافس فريق سيدات ديك كير، وفريق بنات مدينة إدنبرة في «بطولة بريطانيا العظمي والعالم» حيث انتصر فيها فريق ديك كير بنتيجة خمسة أهداف مقابل هدف واحد.
كما هزم فريق بنات مدينة إدنبرة فريق ديك كير بنتيجة خمسة أهداف مقابل هدفين في المنافسة التي أقيمت في مدينة إدنبرة عام 1939. وواصل فريق بنات مدينة إدنبرة انتصاراته ليحصل على اللقب عندما سحق نظيره سيدات غلاسكو بنتيجة سبعة أهداف مقابل لا شيء.

### «انتعاش كرة القدم النسائية»
تشكل الاتحاد النسائي لكرة القدم عام 1969(نتيجة الاهتمام الزائد بكرة القدم النسائية بعد كأس العالم لسنة 1966) حيث تم رفع الحظر عنها سنة 1971. كما أوصى الاتحاد الأوروبي في نفس السنة بوجوب سيطرة الاتحاد الوطني على المباريات النسائية في كل دولة.
وفي 1970أصبحت إيطاليا أول دولة لديها لاعبات كرة قدم محترفات، وفي عام 1985 تأسس الفريق المحلي للولايات المتحدة، وفي عام 1989 أصبحت اليابان أول دولة تنظم شبه دوري لمحترفات كرة القدم النسائية حيث لايزال قائمًا حتى وقتنا الحالي.

### القرن الواحد والعشرين
أصبحت كرة القدم النسائية في القرن الواحد والعشرين مساوية لكرة القدم الرجالية من حيث زيادة الشعبية وكذلك في المشاركة في البطولات الاحترافية في جميع أنحاء العالم. وزاد الدعم لمحترفات كرة القدم النسائية عالميًا عندما عقدت فيفا بطولة كأس العالم النسائية عام 1991، حيث تم بيع 1.194.221 تذكرة لحضور مباراة كأس العالم النسائية. من جهة أخرى ناضلت النساء للحصول على أجور وفرص مساوية للاعبين كرة القدم الرجال، فلم يتمتع الدوري النسائي العالمي لكرة القدم بتغطية تلفزيونية وإعلامية مكافئة لكرة القدم الرجالية. ومع ذلك لاتزال شعبية كرة القدم النسائية والمشاركة فيها مستمرة في النمو.

## المنافسات النشطة

### بطولة الاتحاد الأوروبي لكرة القدم النسائية
عقدت بطولات أوروبية نسائية غير رسمية للمنتخبات الوطنية في إيطاليا سنة 1969و 1979، حيث فاز فيها كل من إيطاليا والدنمارك. ولم تكن هناك أي بطولة رسمية حتى أطلق الاتحاد الأوروبي لكرة القدم أول بطولة للفرق النسائية عام 1982.

### كأس ليبيرتادورس الأمريكي لكرة القدم النسائية
كأس ليبيرتادورس لكرة القدم النسائية (كأس ليبيرتادورس النسائي) هي المنافسة الدولية الأولى بين فرق كرة القدم النسائية في اتحاد أمريكا الجنوبية، حيث بدأت المنافسة في 2009 بعدما زاد الاهتمام بكرة القدم النسائية.

### الأولمبياد
دخلت كرة القدم النسائية الأولمبياد سنة 1996 بدون أي شروط تخص الاحترافية أو العمر على عكس الأولمبياد الرجالية فهي تعتمد على الفرق التي يكون لاعبيها أصغر من 23 عامًا.

### كأس الاتحاد النسائي لتحدي كرة القدم (كأس اتحاد كرة القدم النسائية)
عقد الاتحاد النسائي لكرة القدم أول كأس دوري محلي، بعد رفع الحظر عنه سنة 1970-71. وسمي بكأس ميتري ومن ثم تم تغييره إلى كأس اتحاد كرة القدم النسائية عام 1993، وفاز فريق ساوثامبتون بالكأس الأول. ومن عام 1983 إلى 1994 وصل فريق دونكاستر بيلز إلى 10 نهائيات من أصل 11 وفاز في ستة منهم. وأنجح فريق الآن هو تشيلسي حيث أنه سجل 13 فوزًا إضافةً إلى أنه الفائز بالكأس الحالي.
 

### بطولة العالم للشباب
أقرت فيفا رسميًا أول بطولة للنساء الشابات وأطلقت عليها اسم بطولة فيفا العالمية للنساء الشابات دون سن 19 في 2002. وكانت كندا أول من استضاف الحدث، كانت المباراة النهائية مكونة من رابطة اتحاد أمريكا الشمالية والوسطى والكاريبي لكرة القدم مع الولايات المتحدة وانتهت بهزيمة المنتخب الكندي المضيف بالهدف الذهبي في الوقت الإضافي. وعقد الحدث الثاني في تايلند في 2004 وفاز فيه المنتخب الألماني. وتم رفع الحد الأدنى للسن إلى 20 ابتداءً من حدث 2006 الذي عقد في روسيا والذي دل على تزايد الاقبال العالمي على كرة القدم النسائية، وتوجت كوريا الشمالية بالمنتخب الفائز في هذا الحدث. كما تم إعادة تسمية البطولة بكأس فيفا العالمي للنساء دون سن 20، وفازت أمريكا في تشيلي سنة 2008، والبطل الحالي هو كوريا الشمالية الذي فاز في بابوا غينيا الجديدة سنة 2016.
أقرت فيفا إقامة بطولة عالمية لمن هم دون سن 17 عامًا في 2008، وأقيم الحدث في نيوزلندا حيث فازت كوريا الشمالية، كما أنها أيضًا البطلة الحالية لعام 2016.

## كرة القدم بين الجامعات

### الولايات المتحدة
بدأت الرياضة بين الجامعات في الولايات المتحدة من برامج التربية البدنية والتي ساعدت بإنشاء فرق منظمة. حيث تقدمت كرة القدم النسائية لمستوى الجامعات بعد ستين سنة من المحاولة لكسب القبول الاجتماعي. بدأت الفرق النسائية بالظهور في الحرم الجامعي في أواخر عام 1970 ولم يعترف ويشرع بها الا سنة 1980. وكانت جامعة بروان أول من شرع اللعب الجامعي لفريق الكرة النسائي التابع لها، وأقيمت أول بطولة إقليمية لكرة القدم بين جامعات الولايات المتحدة الأمريكية في جامعة براون برعاية رابطة اتحاد الألعاب الرياضية للمرأة بين الجامعات.
كما أقيمت أول بطولة على المستوى المحلي في كلية كولورادو عام 1981 والتي كانت أيضًا برعاية رابطة اتحاد الألعاب الرياضية للمرأة بين الجامعات. وكانت المشاركة الكبرى في عام 1990 استنادًا على القانون التاسع الذي تم اقراره في الثالث والعشرين من يونيو سنة 1972 والذي ساهم برفع ميزانية المدارس وأضاف منح دراسية للمرأة.
ويلعب في الوقت الحالي أكثر من 700 فريق كرة قدم نسائي داخل أنواع وأحجام مختلفة من الكليات والجامعات، بما فيها الكليات والجامعات التي تدخل ضمن أعضاء الاتحاد الوطني لرياضة الجامعات، والاتحاد الوطني لألعاب القوى بين الجامعات، والاتحاد الوطني الجديد لرياضة الجامعات.

## الملابس
تلبس معظم لاعبات كرة القدم الطقم التقليدي المكون من القمصان، والسراويل القصيرة، وأحذية الربط، وجوارب بطول الركبة وفوقها يكون واقي الساقين.